# سوهام
latitudeسوهامlongitudeسوهام
سوهام (به انگلیسی: Soham) یک منطقهٔ مسکونی در انگلستان است که در شرق انگلستان واقع شده‌است.

## خصوصیات
سوهام ۱۰٬۸۶۰ نفر جمعیت دارد.